# Łysowody
Łysowody – wieś w Polsce, położona w województwie świętokrzyskim, w powiecie ostrowieckim, w gminie Ćmielów.
W latach 1975–1998 miejscowość administracyjnie należała do województwa tarnobrzeskiego.
Wieś sołecka – zobacz jednostki pomocnicze gminy Ćmielów w  BIP
Wierni kościoła rzymskokatolickiego należą do parafii Wniebowzięcia Najświętszej Maryi Panny w Ćmielowie.

## Części wsi
| SIMC    | Nazwa    | Rodzaj |
| ------- | -------- | ------ |
| 0789648 | Czworaki | osada  |

## Historia
W I połowie XX wieku Łysowody - folwark w gminie Ruda Kościelna, spis z roku 1921 wykazał 1 budynek folwarczny, 63 mieszkańców.
W 1944 r. w Łysowodach oddział Narodowych Sił Zbrojnych dowodzony przez Huberta Jurę po torturach zamordował 22 osoby podejrzane o poglądy lewicowe.